# Darezhan Omirbaev
Darezhan Omirbaev (tiếng Kazakh: Дарежан Омiрбаев, sinh ngày 15 tháng 3 năm 1958) là một đạo diễn phim và nhà biên kịch người Kazakhstan. Ông đã đạo diễn chín phim kể từ năm 1982. Phim Tueur à gages của ông được chiếu tại hạng mục Un Certain Regard của Liên hoan phim Cannes 1998 và giành giải Un Certain Regard của hạng mục này. Bộ phim mới nhất của ông, Student tham gia tranh giải ở hạng mục Un Certain Regard của Liên hoan phim Cannes 2012.

## Sự nghiệp điện ảnh
- Life (1982)
- Shilde (1988)
- Kairat (1992)
- Kardiogramma (1995)
- Tueur à gages (1998)
- Jol (2001)
- Digital Sam in Sam Saek 2006: Talk to Her (2006)
- Shuga (2007)
- Student (2012)